# Grand Liban
1920–1943
Entités précédentes :
- Territoires ennemis occupés

Entités suivantes :
- République libanaise

Le Grand Liban (en arabe : دولة لبنان الكبير / dawlat lubnān al-kabīr), en forme longue l'État du Grand Liban, était un État autonome qui faisait partie de la Syrie mandataire (alors administrée par la France sous un régime de mandat de la Société des Nations) entre 1920 et 1926 et qui prit le nom de République libanaise (en arabe : الجمهورية اللبنانية / al-jumhūriyya al-lubnāniyya) en 1926.
Les frontières géographiques du « Grand Liban » correspondent à celles du Liban actuel.

## Historique

### Contexte historique
Le vilayet de Beyrouth est détaché en 1888 du vilayet de Syrie. Il couvre toute la région côtière de Lattaquié à Akka sauf le moutassarifat du Mont-Liban qui constitue un territoire autonome, le vilayet disparaît en 1917-1918 devant l'avance des armées de l'Entente lors de la Première Guerre mondiale en Orient. En 1920, sous le mandat français, le moutassarifat du Mont-Liban est réuni aux sandjaks de Beyrouth et Tripoli pour former l'État du Grand Liban sous tutelle française. L'autonomie du Grand Liban réclamée par le gouverneur du mont-Liban Habib Pacha es-Saad (décret du 9 décembre 1918) via la délégation du mont Liban, est signée avec la protection de la France, le 20 mai 1919 dans le but de protéger la communauté chrétienne maronite, dominante sur le territoire libanais à cette époque grâce notamment à la protection française.

#### Les désaccords avec la Syrie hachémite
Le Congrès général syrien, réuni à Damas, rejette catégoriquement tout accord avec la France, cherche à renforcer la position du prince l'émir Fayçal, et proclame, le 7 mars 1920, l'indépendance du royaume de Syrie incluant le Liban, la Palestine et la Mésopotamie. La déclaration stipule que les aspirations libanaises seraient préservées sous une administration séparée, détachée de toute influence étrangère.
Cette décision renforça la position de l'émir Fayçal en Syrie, mais irrita les Français et les Britanniques, ainsi que le patriarche maronite.
Georges Clemenceau a quitté le pouvoir après avoir signé l'accord avec l'émir Fayçal, le 6 janvier 1920, au profit d'une droite résolument colonisatrice. Le général Gouraud, de son côté, conteste la légitimité de la représentation des différentes communautés au sein du Congrès syrien : les 200 000 musulmans sunnites disposent de 13 représentants, tandis que les 610 000 autres, composés de chrétiens (510 000) et de chiites (100 000), n’ont que 3 députés, dont deux maronites et un seul chiite. De plus, 326 000 habitants demeurent sans représentation.

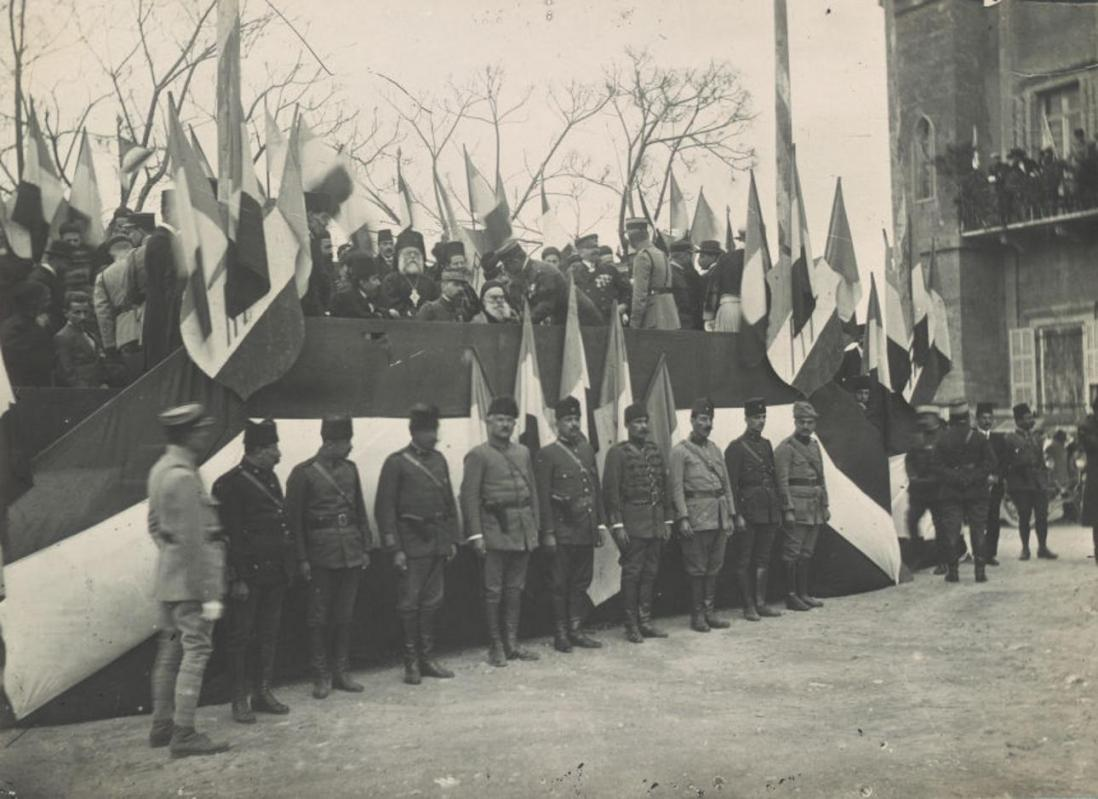
Liban. Baabda. Vue de la tribune officielle lors de la visite du général Gouraud (à ses côtés Mgr Howayek, patriarche maronite). (vers janvier 1920)

La déclaration syrienne d'indépendance provoqua des protestations à Beyrouth. Howayek envoya un télégramme à Millerand. La délégation libanaise protesta également à Paris, demandant une audience.
Des protestations se firent entendre venant de la Grande-Bretagne, opposée aux revendications sur la Palestine et la Mésopotamie, et de la France, qui rejetait toute modification de son mandat en Syrie et au Liban.
Le Conseil administratif du Mont-Liban, après la déclaration d'indépendance syrienne, réaffirma ses objectifs : proclamer l'indépendance du Grand Liban, s'opposer à l'émir Fayçal comme roi de Syrie, et solliciter la France pour un mandat.
Ces demandes furent reprises par un télégramme du contre-amiral américain Mark L. Bristol, qui résuma l'agenda du Conseil pour la prochaine réunion. Le Conseil plaida pour une constitution avant la conférence de paix. Le 20 mars, Millerand rencontra la délégation et confirma son soutien à un Grand Liban indépendant, selon l’accord Clemenceau-Howayek de 1919. Le 22 mars 1920, lors d’une réunion à Baabda, le Conseil libanais proclama l’indépendance du Liban et déploya le nouveau drapeau libanais. Cette cérémonie, approuvée tacitement par les Français, marquait une évolution dans les relations franco-libanaises, puisque le drapeau resta hissé. L'année précédente, il avait été descendu après une proclamation similaire. Le Conseil continuait de se diviser sur la question du Grand Liban ou de la Syrie. Sa délégation à Paris restait active dans les discussions, jouant un rôle crucial dans la création du Grand Liban.
Le 31 mars 1920, conformément aux accords de San Remo qui octroyait à la France un mandat de la SDN sur la Syrie, Gouraud signe un décret établissant une Banque de Syrie, et une monnaie, la « livre syrienne ». L’acceptation de cette monnaie est obligatoire dans la « zone bleue » (Zone Ouest). L'arrêté est composé de neuf articles, dont le sixième prévoit une peine maximale de six mois d'emprisonnement et 1 000 livres syriennes d'amende en cas de manœuvre ayant « pour but ou pour effet de déprécier ou tenter de déprécier la valeur » de cette monnaie.

Le 10 juillet 1920, après une réunion secrète, sept membres du Conseil administratif du Mont-Liban décidèrent de se rendre à Damas avec une résolution en cinq points qui déclarait leur volonté d'un rapprochement avec la Syrie de l'émir Fayçal :

1. L'indépendance totale du Liban.
2. Sa neutralité politique, sans armée ni intervention militaire.
3. La restitution des territoires détachés, via un accord avec la Syrie.
4. L'étude des questions économiques par une commission mixte, ratifiée par les Parlements libanais et syrien.
5. La coopération des deux parties pour faire garantir ces points par les Puissances.

Sur douze membres, sept signèrent le document : Saadallah Howayek, Suleyman Kanaan, Fouad Abdel-Malik, Khalil Aql, Mahmud Jumblatt, Elias Shouwayri et Muhammad Muhsin. Ils tentèrent de se rendre à Damas puis à Paris pour le présenter. Ils furent arrêtés le 10 juillet par les autorités françaises près de Zahlé, sur la route de Beyrouth à Damas, et exilés à l'île d'Arouad, puis en Corse et enfin à Paris. Le 11 juillet, après leur arrestation, l'émir Fayçal envoya un télégramme à Allenby à propos des exigences françaises, portant notamment sur ces points :

1. L'occupation militaire des gares de Rayak à Alep.
2. L'acceptation du mandat français sans conditions.
3. L'acceptation des billets de banque syriens émis par Gouraud.
4. L'annulation de sa visite en Europe, sous peine de représailles.

Gouraud était déterminé à imposer ses conditions. Le 12 juillet, il dissout le Conseil administratif du Mont-Liban, après plus de soixante ans de représentation confessionnelle. Dans une lettre à Howayek, Gouraud exprima ses « regrets profonds » pour l'arrestation des membres du Conseil, les accusant d'avoir monté un complot de trahison contre le mandat français. Howayek répondit le 14 juillet en exprimant son « regret » et réitérant sa volonté de collaborer avec la France pour l'indépendance du Grand Liban. En réponse, les nationalistes libanais Habib Pacha es-Saad et Ignatius Moubarak, président du Conseil et archevêque maronite de Beyrouth, dénoncèrent les membres du Conseil dissous pour leur rejet du mandat français et leur volonté d'approfondir les liens avec la Syrie. Toutefois, cette position ne faisait pas l'unanimité parmi la population libanaise.
Refusant de céder à l'ultimatum du haut-commissaire, le général Gouraud, les nationalistes dirigés par Youssef al-Azmeh sont finalement écrasés le 24 juillet par les troupes françaises dirigées par le général Mariano Goybet à la bataille de Khan Mayssaloun. Le roi Fayçal est contraint à l'exil.

### Création et premières années (1920-1925)

#### La réémergence d'un Liban indépendant
Lors de la Conférence de Versailles, devant Émile Éddé, membre de la délégation libanaise, le général Gouraud hésite un moment à inclure Damas dans les frontières du Grand Liban, bien que la ville apparaisse sur la carte. Après réflexion, il rejette cette option. Damas, en tant que capitale du Proche-Orient, ne pouvait coexister dans un même État avec Beyrouth, capitale provinciale et marquée par des sympathies envers l'émir Fayçal, donc hostiles à la présence française. Inclure Damas aurait risqué de déstabiliser l'équilibre du Grand Liban. Gouraud décide d'exclure Damas et d’établir une frontière entre les deux villes. Il envisage la « frontière naturelle » de l'Anti-Liban et de l'Hermon, comme une barrière exploitable sur le plan militaire pour marquer la séparation.
Le 15 août 1920 se passe : Gouraud ne fait pas de déclaration officielle, apparemment en raison de l'absence de réponse de Millerand. Le 19 août, il envoie un nouveau télégramme, insistant sur l'urgence de la proclamation, soulignant que les demandes se multiplient. Il annonce qu’il proclamera le Grand Liban le 23 août 1920. L'objectif est de rattacher au Liban actuel (la Mutassarrifiyyat) les régions dont les populations ont clairement exprimé leur soutien à cette réunion. Cela concerne Beyrouth avec une large autonomie municipale, ainsi que Tripoli, Akkar, Marjayoun, Sidon et Tyr.

Entre le télégramme du 19 août et celui du 25 août, deux autres télégrammes, échangés le 20 et le 23 août entre Gouraud et Millerand, apportent des éclaircissements sur la situation. Dans le premier, Gouraud présente les inconvénients d'une division en huit ou neuf autonomies. Il avance trois arguments : un argument politique : cette division irait à l'encontre du désir d'unité des populations ; un argument d'équilibre : il est plus facile de maintenir l’équilibre entre trois ou quatre États relativement vastes plutôt que de multiples petites entités ; et un argument financier et logistique : le coût élevé de la gestion de ces autonomies ; leur administration nécessiterait environ 600 fonctionnaires, ce qui, selon lui, constitue une « impossibilité ».

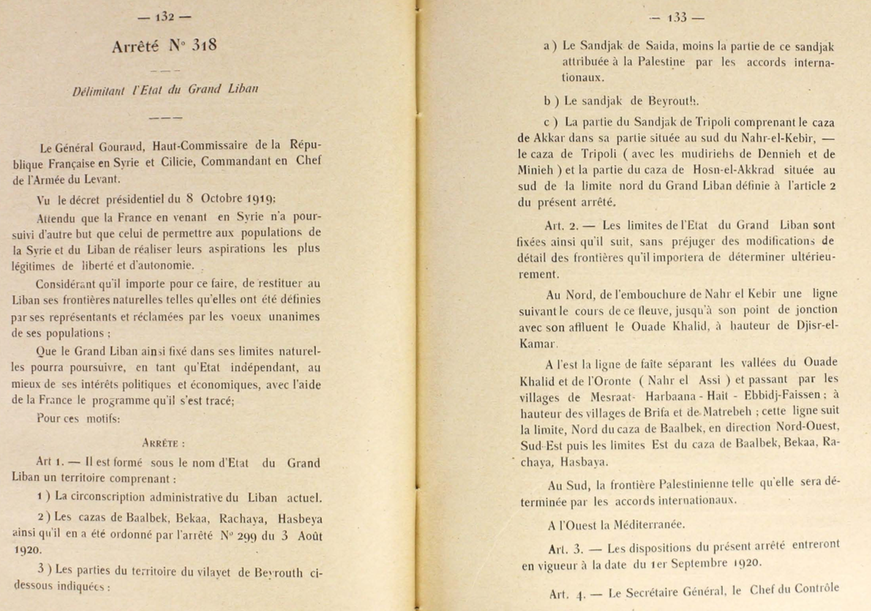
L'arrêté no 318 du 31 août 1920.

Dans le deuxième télégramme, Millerand évoque la possibilité d’une division administrative et exprime des doutes quant à la réussite de l'annexion de Beyrouth et Tripoli au Grand Liban. Il propose une « période d'essai » pour l’intégration de ces villes, ainsi que de l'État de Damas et du Djebel el-Druze, tout en donnant un feu vert à Gouraud. Il écrit : « Dans l’ensemble, je crois désirable de régler les choses de manière que, même si la liquidation de la tentative chérifienne nous amenait à créer d’abord des États étendus, nous conservions, en constituant de larges autonomies locales, la possibilité de composer plus tard la confédération d’éléments plus nombreux. »
Les réserves subsistent quant à l’ampleur du projet. Le soutien de Millerand permet à Gouraud d’aller de l’avant vers la proclamation du Grand Liban, tout en conservant une certaine flexibilité pour ajuster les contours de l’État à mesure que la situation évolue.
Le général Gouraud considère l’annonce du 23 août 1920 comme le feu vert attendu. Le 25 août, il envoie un télégramme à Millerand pour le remercier de sa confiance, et de sa réponse favorable à la proclamation du Grand Liban. Il l'informe que la proclamation « aura lieu très prochainement ».
Dans les jours suivants, Gouraud officialise le rattachement de la Bekaa au Liban lors d'une cérémonie le 3 août 1920 devant le grand hôtel Qadri à Zahlé.

#### Proclamation du Grand-Liban (1erseptembre 1920)
L'État du Grand Liban est créé par l'arrêté no 318 du 31 août 1920 du général Henri Gouraud, représentant l'autorité française mandataire sur la Syrie, le même jour que le territoire des Alaouites (arrêté no 319), avec une entrée en vigueur le lendemain (article 3). Le général proclame l'État du Grand Liban le 1er septembre du haut des marches de la résidence des Pins à Beyrouth, le même jour que sont créés les États d'Alep et de Damas (arrêté no 330). C'est sur le perron de la Résidence des Pins que le général Gouraud proclame, ce jour-même, la création du Grand-Liban en y annexant le mont Liban, la vallée de la Békaa et les villes côtières conformément aux souhaits émis par les Maronites:

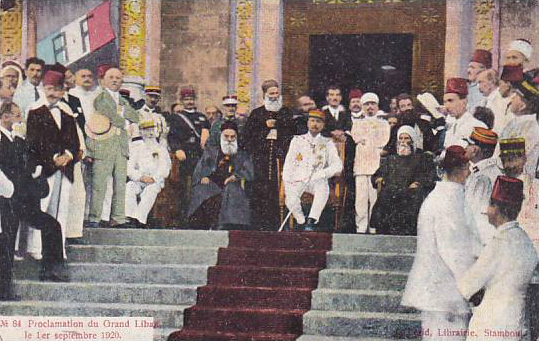
En 1920 au Liban avec le Grand Mufti de Beyrout, Cheik, et le Patriarche maronite Elias Hoyek.

« Au bord de la mer légendaire qui vit les trirèmes de la Phénicie, de la Grèce et de Rome, qui porta par le monde vos pères [et] par devant tous ces témoins de vos espoirs, de vos luttes et de votre victoire, c’est en partageant votre joie et votre fierté que je proclame solennellement le Grand-Liban, et qu’au nom du Gouvernement de la République Française, je le salue dans sa grandeur et sa force, du Nahr El kébir aux portes de Palestine et aux crêtes de l’Anti-Liban. [...] Avec la fertile Békaa, dont l’inoubliable journée de Zahlé a consacré l’union réparatrice.Avec Beyrouth, port principal du nouvel Etat, siège de son Gouvernement. [...], [avec Tripoli, Sidon et Tyr], au passé fameux, qui de cette union à une grande patrie tireront une jeunesse nouvelle. N’oubliez pas non plus que vous devez être prêts, pour votre nouvelle patrie, à de réels sacrifices. Une patrie ne se crée que par l’effacement de l’individualisme devant l’intérêt général, commandé par la foi dans les destinées nationales. »
La formation du Grand Liban consiste à tracer, dans le territoire de l'Empire ottoman déchu, une frontière séparant un État syrien d'un autre libanais annexant à l'ancienne moutassarifat du Mont-Liban (circonscription autonome de l'Empire ottoman) Beyrouth, les régions de Tripoli, du Akkar, du Hermel et de la Bekaa, ainsi que de Rachaya, Hasbaya, et le Sud-Liban. L'intégration de ces zones au Grand Liban avait été souhaitée par le patriarcat maronite soucieux de la « viabilité » du futur État libanais, qui ne pouvait être assurée sans les ressources agricoles des territoires ainsi rattachés. En effet, la Grande famine du Mont-Liban pendant la Première Guerre mondiale hantait les esprits ; elle avait démontré la dépendance alimentaire du Mont-Liban à l'égard des plaines avoisinantes.
Il procède à une réorganisation du territoire syrien, créant quatre entités politiques distinctes : outre l’État du Grand Liban (élargi du vilayet de Beyrouth et de la Bekaa), l’État de Damas, l’État d’Alep et le Territoire des Alaouites furent créés. Par cette division, il marque définitivement la fin du projet d'une Syrie arabe unifiée sous l'égide des Hachémites.
L'État baassiste syrien a souvent considéré ces annexions comme des amputations de la Syrie historique.

#### Le Grand-Liban sous Gouraud (1920-1922)

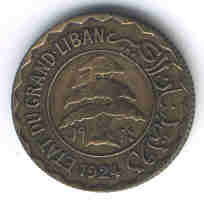
Monnaie de l'État du Grand Liban.

Par comparaison, la situation du Liban en 1922 est plus favorable qu’en 1918. En quelques années, le haut-commissariat a organisé un recensement ayant conduit à des élections et à la création d’un Parlement. Sur le plan économique, Henri Gouraud a su attirer des partenaires pour explorer les potentialités du pays. En pratique, le Conseil représentatif demeure une chambre d'enregistrement, entièrement subordonnée à la volonté du gouverneur. Les investisseurs français hésitent à venir au Liban, en raison de la pauvreté des ressources du pays. Les intentions étaient ambitieuses, les résultats concrets sont restés limités. L’organisation des services des postes et des télégraphes en 1921 (ancêtre du futur Liban-Post), la création du passeport, des cartes d’identité du Grand Liban, du diplômes de fin d’études scolaires de 1920, actions au porteur, ou billets de transport suivirent.
En 1921, deux entités furent créées pour jouer un rôle clé dans les questions d'aménagement urbain : la Régie du cadastre et le Service des travaux publics. La première, placée sous la direction de l’ingénieur Camille Durrafourd, régisseur du cadastre de Syrie et du Liban, était chargée de l'enregistrement des propriétés dans le cadastre nouvellement instauré. Dotée d'une section topographique, la régie entreprit la réalisation de plans cotés, essentiels pour les études d'aménagement et d'extension des villes. L’œuvre accomplie sous la direction de Durrafourd est considérable, mais elle ne doit pas occulter les inégalités qu’elle a générées. Les services fonciers priorisèrent l'aménagement rural et concentrèrent leurs efforts sur la plaine littorale et la vallée de la Békaa. Les principales villes côtières furent dotées de plans d’aménagement, mais de nombreuses localités montagneuses, y compris celles concernées par l’estivage et connaissant un développement rapide, en furent privées.
L’objectif du haut-commissariat est clair : le Levant doit générer des revenus suffisants pour couvrir ses coûts. Les dépenses liées à l'administration du haut-commissariat et à la gestion des nouveaux États levantins sont considérables. La France est sortie exsangue de la Première Guerre mondiale. Le développement de l’économie libanaise paraît essentiel pour faire du territoire un véritable carrefour commercial.
Le plan d'urbanisme poursuivit les objectifs initiaux, il resta fidèle à certaines grandes lignes du projet ottoman, notamment en ce qui concerne les percées urbaines. Toutefois, certains éléments du plan, tels que l’avenue-promenade menant au bois des Pins, l’hippodrome et le casino au sud, furent abandonnés. Dès 1924-1925, le secteur Foch-Allenby était largement avancé, notamment sur le plan des infrastructures.

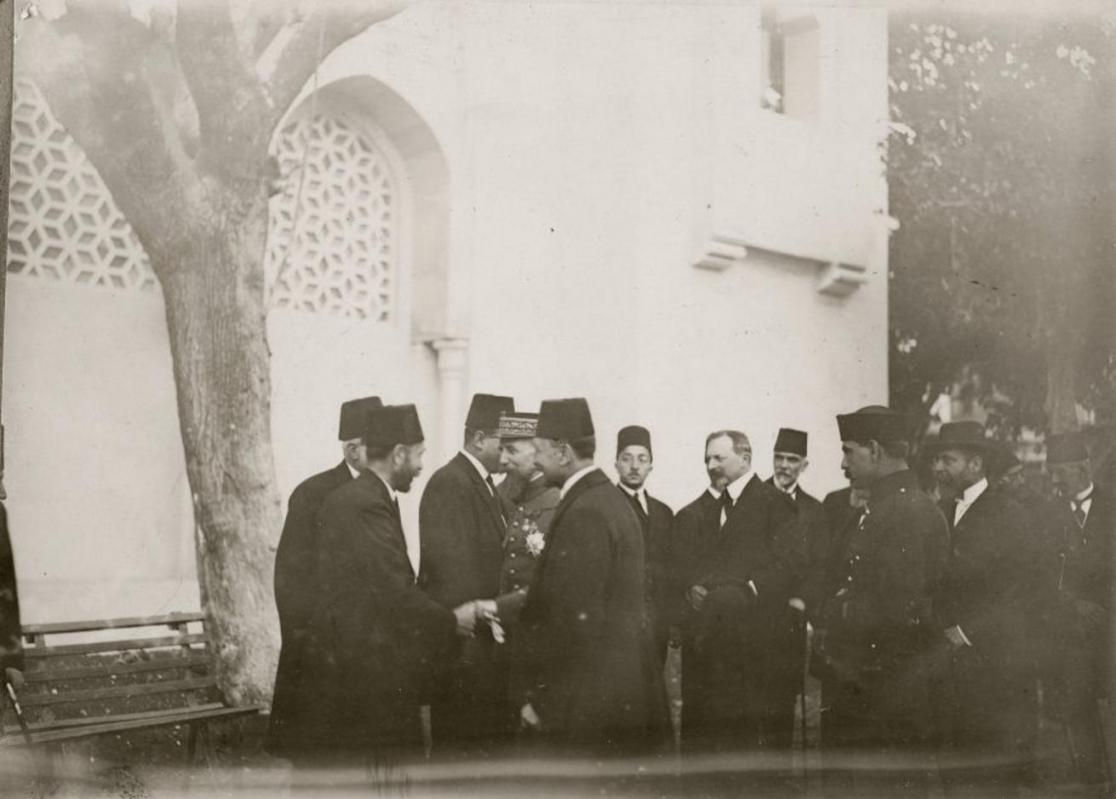
Inauguration de la Foire-Exposition. Le général Gouraud et Hakki Bey el-Kazem, gouverneur de l'État de Damas, devant le pavillon de Damas à Beyrouth. (avril-mai 1921)

Un aspect crucial de ces travaux fut le financement. Bien que leur réalisation fût à la charge de la municipalité, celle-ci se trouvait déjà fortement endettée en raison des expropriations effectuées. Dans un contexte de pénurie budgétaire, il fut envisagé de confier la finalisation des travaux à une compagnie privée concessionnaire, financée par un prêt accordé par le Crédit foncier d'Algérie et de Tunisie. L'entrepreneur bénéficiait d'un droit d'achat préférentiel sur les terrains expropriés, afin d'assurer sa rémunération. Bien que cette concession ne soit pas originale dans le contexte de l'époque, elle illustre les difficultés auxquelles faisait face une municipalité dépourvue de moyens financiers. Les travaux furent achevés par une méthode plus classique : la cession, aux enchères, des droits à bâtir dans les secteurs progressivement aménagés. Cette tentative de financement à travers une concession privée est un précédent intéressant, elle annonce de la création de la société foncière au centre-ville en 1991.
Une Bourse fut établie à Beyrouth, et la revue française, L'Illustration Économique et Financière, consacra, en février 1921, un numéro spécial à la Syrie, témoignant de l'intérêt croissant pour la région.
Le 30 avril 1921, Beyrouth accueillait sa première Foire internationale, événement majeur qui allait symboliser l'essor économique de la région. Près de 1 200 exposants, principalement venus de France, mais aussi de dix autres pays étrangers, prenaient part à cette manifestation. Le gouvernement français y était représenté par un ancien ministre sénateur et un député, à la tête d'une délégation de quelque vingt personnalités.

#### Le Grand-Liban sous Weygand (1924)
La création de l'Etat du Grand Liban coïncide avec celle de la nationalité libanaise, légalement reconnue le 30 août 1924 par l’arrêté no 2825 du Haut-Commissaire Maxime Weygand, pris en application du Traité de Lausanne de 1923, qui déclare que « toute personne qui était un sujet turc [c'est-à-dire ottoman] et qui résidait dans les territoires du Liban le 30 août 1924 est confirmée comme sujet libanais et est désormais considérée comme ayant perdu la citoyenneté turque [c'est-à-dire ottomane] ».
Cette période voit la première vague d'apatrides libanais, certains groupes sont exclus de la nationalité libanaise, afin notamment de maintenir l'équilibre démographique et confessionnel du pays.
Dans les années 1920, le Liban n'accède cependant pas encore à l'indépendance, le mandat français étant confirmé par la Société des Nations le 24 juillet 1922.

### 1926: première constitution
La première constitution du Liban est proclamée le 23 mai 1926, créant un système parlementaire (initialement bicaméral, mais devenu monocaméral après la suppression du Sénat en 1927) ainsi que des postes de Président de la République et de chef du gouvernement. Le pays prend alors le nom de République libanaise. De 1934 à 1936, Habib Pacha es-Saad en devient le président. Lui succédera Émile Eddé.

### 1941: accord de principe pour l'indépendance
En 1941, l'invasion de la Syrie et du Liban par les Alliés entraîne l'élimination des autorités françaises vichystes. Sous la pression des Britanniques, les représentants de la France libre donnent leur accord de principe pour l'indépendance de la Syrie et du Liban, mais tentent de maintenir le contrôle français.
En août 1943, le chrétien maronite Béchara el-Khoury s'entend avec d'autres notables comme le musulman sunnite Riyad es-Solh pour partager le pouvoir entre les communautés, la présidence de la République étant réservée aux maronites, la présidence du Conseil aux sunnites, et la présidence de la Chambre aux chiites. Béchara el-Khoury, élu président de la République le 21 septembre 1943, s'affirme aussitôt comme un adversaire résolu du mandat français.

### 1943: indépendance
Jean Helleu, nommé par la France libre représentant au Levant, s'oppose à la modification de la constitution : la Chambre de Beyrouth passe outre et abolit le mandat français en novembre. Le 11 novembre 1943, Helleu fait arrêter Béchara el-Khoury et le chef du gouvernement Riyad es-Solh, Émile Eddé redevenant chef de l'État. Un gouvernement « national » libanais se constitue aussitôt dans la montagne, soutenu par le président syrien Choukri al-Kouatli et par les Britanniques. Des manifestations violentes éclatent dans tout le pays. Georges Catroux est envoyé d’urgence à Beyrouth pour rétablir le statu quo. Le 22 novembre, les Français libèrent les dirigeants politiques prisonniers et acceptent le principe de l'indépendance. C'est la date anniversaire que les Libanais ont retenue pour fêter l'indépendance du pays (en).
Dans les mois suivants, la France transfère toutes les compétences étatiques aux gouvernements syriens et libanais. L’indépendance politique du Liban est officielle le 1er janvier 1944. La France conserve cependant jusqu’à la fin de la guerre le contrôle des troupes spéciales du Levant, et conditionne toujours l’indépendance à la conclusion d’un traité.
Les dernières troupes françaises quittent le Liban en 1946.

## Économie
Les autorités françaises choisissent d'axer l’économie libanaise sur le négoce, le secteur des services et les importations, jugés plus rentables à court terme. Ce système favorisa l’émergence d’une bourgeoisie compradore liée aux grands clans confessionnels. À l’indépendance, quelques milliers de ces familles constituent l'essentiel de la nouvelle élite libanaise.